# Milówka (Petite-Pologne)
Pour les articles homonymes, voir Milówka.
Milówka est une localité polonaise de la gmina de Wojnicz, située dans le powiat de Tarnów en voïvodie de Petite-Pologne.